# Takahiro Ogihara
Takahiro Ogihara (扇原 貴宏, Ogihara Takahiro, Osaka, 5 oktober 1991) is een Japans voetballer die als middenvelder speelt bij Yokohama F. Marinos.

## Carrière
Takahiro Ogihara tekende in 2010 bij Cerezo Osaka.

## Statistieken
| Japans voetbalelftal | Japans voetbalelftal | Japans voetbalelftal |
| Jaar                 | Wed.                 | Dlp.                 |
| -------------------- | -------------------- | -------------------- |
| 2013                 | 1                    | 0                    |
| Totaal               | 1                    | 0                    |